# Храм Тихвинской иконы Божией Матери (Казань)
Храм Ти́хвинской ико́ны Бо́жией Ма́тери (тат. кодрәтләр кылучы Тихвин Изге Ана тәресе чиркәве, qödrätlär qıluçı Tixwin İzge Ana tärese çirkäwe) — православный храм в Казани, расположенный в Старотатарской слободе на улице Худякова (до 1929 года — улица Тихвинская ограда).

## История

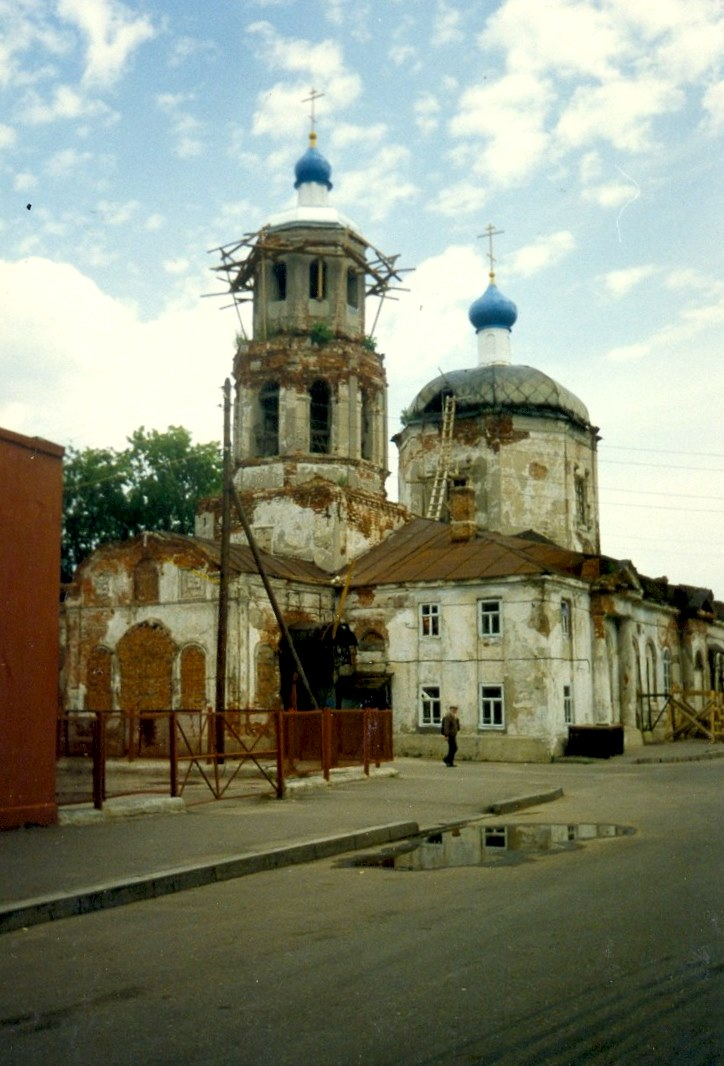
Тихвинский храм во второй половине 1990-х годов

Каменный однопрестольный Тихвинский храм был построен между 1646 и 1685 годами.
С самого начала в нём находилась Тихвинская икона Божией Матери, в честь которой он и назван, но только в 1844 году.
Средства, полученные от богомольцев, позволили в 1898—1900 годах провести расширение и реконструкцию храма, в результате чего его архитектурный облик приобрел формы и декор, характерные для конца XIX века.
К середине XIX века храм оказался внутри Татарской слободы и его приход был невелик.

Тихвинская церковь была действующей до 8 октября 1938 года.
В дальнейшем храм был разорен и на метр ушёл в землю из-за напластования вокруг нескольких слоев асфальта.
В 1996 году силами верующих началось возрождение Тихвинской церкви. Храм был возвращён Казанской епархии в 1997 году и передан общине кряшен.

## Настоящее время
В настоящее время Тихвинская церковь является центром всех кряшенских приходов Татарстана.
При храме действует воскресная школа, народный хор, проводится работа по переводу на кряшенский язык книг Священного писания
. В 2015 году при храме открылся музей истории и культуры кряшен.
Богослужение в храме ведётся в основном на церковно-кряшенском языке.

## Духовенство

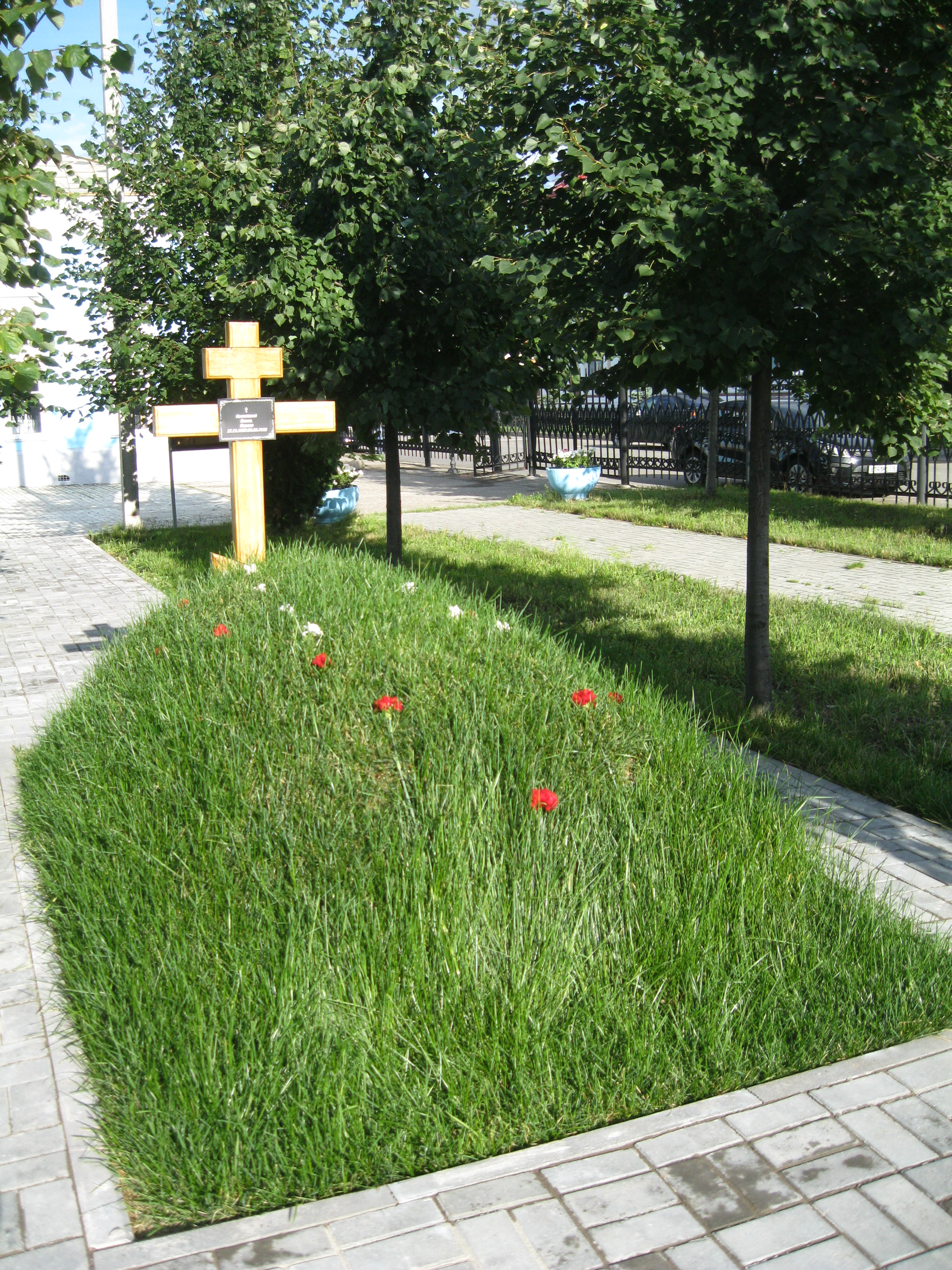
Могила протоиерея Павла Павлова в ограде храма

На волне этнокультурного возрождения кряшен был создан Кряшенский приход города Казани, затем учреждено Благочиние кряшенских приходов.
4 ноября 1995 года Кряшенский приход города Казани возглавил кандидат богословия протоиерей Павел Павлович Павлов (1957—2019), впоследствии ставший благочинным кряшенских приходов Казанской и Татарстанской епархии (в настоящее время — Татарстанской митрополии) РПЦ.

## Тихвинская икона Божией Матери
Известность и процветание к храму пришли после прославления храмовой Тихвинской иконы Божией Матери.
В 1859 году, во время пожара в Старо-Татарской слободе над храмом было видение образа Богоматери, и пожар прекратился. Это событие произвело огромное впечатление на жителей Казани. Икона стала одной из главных святынь города.
Сейчас эта икона находится в Никольском кафедральном соборе.

### Комментарии
1. ↑  алфавит Ильминского: Кодрятляр кылыучы Тиквин Изге Ана тяресе чиркяӱе